# نشيد الأممية
كتب نشيد "الأممية" تخليدا لذكرى كومونة باريس الاشتراكية التي تأسست في مارس من عام 1871 الشاعر الفرنسي التقدمي أوجين بوتييه. استخدمت الترجمة الروسية كالنشيد الوطني للإتحاد السوفييتي بين عامي 1917 و1944، حيث تم استبداله بعدها بنشيد السوفييت.
لقد تُرجم النشيد إلى أكثر من مائة لغة حول العالم ليربط أعضاء قوميات وثقافات واديان مختلفة تحت راية وحدة مصير الشعوب جميعا، حسب الفلسفة السياسية اليسارية. ولا زالت الاحزاب الاشتراكية والشيوعية والاناركية تُنشد كلمات الشاعر الفرنسي في مختلف بقاع الأرض حتى هذا اليوم.

## النص الفرنسي للنشيد
L'Internationale - Eugène Pottier:
| بالفرنسي |
| مقطوعة 1 |
| --- |
| Debout, les damnés de la terre Debout, les forçats de la faim La raison tonne en son cratère C'est l'éruption de la fin Du passé faisons table rase Foules, esclaves, debout, debout Le monde va changer de base Nous ne sommes rien, soyons tout C'est la lutte finale Groupons-nous, et demain L'Internationale Sera le genre humain                        |
| مقطوعة 2 |
| Il n'est pas de sauveurs suprêmes Ni Dieu, ni César, ni tribun Producteurs, sauvons-nous nous-mêmes Décrétons le salut commun Pour que le voleur rende gorge Pour tirer l'esprit du cachot Soufflons nous-mêmes notre forge Battons le fer quand il est chaud C'est la lutte finale Groupons-nous, et demain L'Internationale Sera le genre humain            |
| مقطوعة 3 |
| L'état comprime et la loi triche L'impôt saigne le malheureux Nul devoir ne s'impose au riche Le droit du pauvre est un mot creux C'est assez, languir en tutelle L'égalité veut d'autres lois Pas de droits sans devoirs dit-elle Egaux, pas de devoirs sans droits \|: C'est la lutte finale Groupons-nous, et demain L'Internationale Sera le genre humain |
| مقطوعة 4 |
| Hideux dans leur apothéose Les rois de la mine et du rail Ont-ils jamais fait autre chose Que dévaliser le travail Dans les coffres-forts de la bande Ce qu'il a créé s'est fondu En décrétant qu'on le lui rende Le peuple ne veut que son dû. C'est la lutte finale Groupons-nous, et demain L'Internationale Sera le genre humain                          |
| مقطوعة 5 |
| Les rois nous saoulaient de fumées Paix entre nous, guerre aux tyrans Appliquons la grève aux armées Crosse en l'air, et rompons les rangs S'ils s'obstinent, ces cannibales A faire de nous des héros Ils sauront bientôt que nos balles Sont pour nos propres généraux C'est la lutte finale Groupons-nous, et demain L'Internationale Sera le genre humain |
| مقطوعة 6 |
| Ouvriers, paysans, nous sommes Le grand parti des travailleurs La terre n'appartient qu'aux hommes L'oisif ira loger ailleurs Combien, de nos chairs se repaissent Mais si les corbeaux, les vautours Un de ces matins disparaissent Le soleil brillera toujours. C'est la lutte finale Groupons-nous, et demain L'Internationale Sera le genre humain        |

## النص الروسي مع الترجمة العربية للنشيد
فيما يلي النص الروسي للنشيد الذي تم اعتماده كنشيد للاتحاد السوفيتي والذي يتضمن ثلاثة مقطوعات من الست مقطوعات الكاملة، مع ترجمة عربية (حرفية):
| النص الروسي | الترجمة العربية |
| 1 | 1 |
| --- | --- |
| Вставай, проклятьем заклеймённый, Весь мир голодных и рабов! Кипит наш разум возмущённый И смертный бой вести готов. Весь мир насилья мы разрушим До основанья, а затем Мы наш, мы новый мир построим — Кто был ничем, тот станет всем | انهض! أيها الموصوم باللعنة كل العالم جائعٌ ومستعبد إن عقولنا تغلي ساخطة ومستعداً لقيادة معركة مميتة سنهدم عالم الإضطهاد حتى الأساسات، ومن ثمَّ.. سنبني عالمنا الجديد من كان لا شيء، سيصبح كل شيء!                |
| Refrain (تردد مرتين) | |
| Это есть наш последний И решительный бой; С Интернационалом Воспрянет род людской! | هذا آخر ما لدينا والمعركة حاسمة؛ مع الأممية سيعلوا الجنس البشري! |
| 2 | |
| Никто не даст нам избавленья: Ни бог, ни царь и не герой. Добьёмся мы освобожденья Своею собственной рукой. Чтоб свергнуть гнёт рукой умелой, Отвоевать своё добро, Вздувайте горн и куйте смело, Пока железо горячо!                  | لا أحد سيمنحنا الخلاص: لا إله، لا ملك، ولا بطل. سنحقق التحرير تحديداً بيدي هذه. لإسقاط الظلم بيد ماهرة، لإستعادة ثرواتك، انفخ كير الحديد والمطرقة، بينما السندان ساخن!                                        |
| Refrain (تردد مرتين) | |
| 3 | |
| Лишь мы, работники всемирной Великой армии труда, Владеть землёй имеем право, Но паразиты — никогда! И если гром великий грянет Над сворой псов и палачей, Для нас всё так же солнце станет Сиять огнём своих лучей.                   | فقط نحن، عمال العالم جيش العمال العظيم، لدينا الحق في امتلاك الأرض لكن لا حق للطفيليات، أبداً! وإذا اندلع رعدٌ عظيم، فوق قطيع الكلاب والجلادين، بالنسبة لنا جميعاً، ستكون الشمس.. مشرقة بنار شعاعها على الجميع. |
| Refrain (تردد مرتين) | |

## نسخة عربية
فيما يلي نص لنسخة عربية انتشرت ضمن بعض الحركات والأحزاب في بعض دول الشام وشمال أفريقيا، وعلى أنها نسخة عربية من نشيد الأممية، رغم وجود اختلافات وتعديلات عن النص الفرنسي الأصل:
| .هـبوا ضحايا الاضطهاد ضحايـا جوع الاضطـرار بـركــان الـفكـر في اتـّـقاد هــذا آخر انفــجــار هـيا نحــو كـل ما مـر ثــوروا حـطـموا الـقـيــود شـيـدوا الكون جديد حر كــونوا أنــتـم الـوجود بـجـموع قـوية هبوا لاح الظفر غد الأمـمــية يـوحد البــشـر                   |
| يـكـفي عــزاء بـالخـيال علـيـنا العــبء لا منــاص فــيا عــمّــال للنـضال ففي يميــنـنا الـخلاص احموا الكور ضعوا الحديد و دقوه على احــمـرار يـريد الــشعــب أن يــسود فكوا الـروح من اســار بـجـموع قـوية هبوا لاح الظفر غد الأمـمــية يـوحد الــبشــر!                |
| حــكــمٌ وشـرعٌ ظالمان مــأجوران لـلأغنــيـاء حــديــث فارغ الـمعــان ذكر حــقـوق الــفـقراء دعــوا الهزء بالــمساواة فلـلمســاواة طـريــق الحــقــوق بالـواجــبــات و الواجـبــات بـالحقــوق بـجـموع قـوية هبوا لاح الظفر غد الأمـمــية يـوحد الــبشــر!                |
| أســيادنــا المــسـتـثــمرونا فــوق شواهــق الــعــروش كم سلــبـونا الملايــيـنا و لـم يُبـقـوا لــنـا الـقـروش ذهــبٌ فــوق أن يُــحـدّ مُــصّ مــن دم الـعـروق يريــد الشعـب أن يـرد و لــم يــرد سوى الحقـوق. بـجـموع قـوية هبوا لاح الظفر غد الأمـمــية يـوحد الــبشــر! |
| إنــنــا سـكـرنا مــن دخــانِ أسيــادٍ سمـموا الحـياة أذيــعـوا دعــوة الأمـان فـيـنا وسـحـق الــطـغاة فـللإضــراب يـا جــيوش فـفي إضــرابــنــا الخــلاص أن يـأبــى ذلــك الوحوش فعـنـدنـا لــهـم رصـاص بـجـموع قـوية هبوا لاح الظفر غد الأمـمــية يـوحد الــبشــر!     |
| الــعــمال والفلاحونا جــمـيعـا حـزب الكادحـيـن أرض مــلــك المـنـتـجـينا فــمـا بقــاء الــخامليـن كــم تـمــزق الـلحم منـا مخــالــب الــمــفــترسـين أجلوا سـود الغربان عـنا تـشـرق الشمس كـل حـيـن بـجـموع قـوية هبوا لاح الظفر غد الأمـمــية يـوحد الــبشــر!     |

## وصلات خارجية
- كلمات النشيد باللغة العربية على شكل صورة
- استمع للنشيد بعدد من اللغات العالمية
- نوتة اللحن ملف PDF (إنجليزي)